# Chalinolobus tuberculatus
Chalinolobus tuberculatus é uma espécie de morcego da família Vespertilionidae. Endêmico da Nova Zelândia.